# Ромейківська сільська рада
Ромейківська сільська́ ра́да — колишній орган місцевого самоврядування в Володимирецькому районі Рівненської області. Адміністративний центр — село Ромейки.

## Загальні відомості
- Ромейківська сільська рада утворена в 1940 році.
- Територія ради: 59,768 км²
- Населення ради: 1 087 осіб (станом на 2001 рік)

## Населені пункти
Сільській раді підпорядковані населені пункти:
- с. Ромейки

## Склад ради
Рада складається з 16 депутатів та голови.
- Голова ради: Антонюк Надія Григорівна
- Секретар ради: Васильчук Сергій Михайлович

### Керівний склад попередніх скликань
| ПІБ                      | Основні відомості                                                               | Дата обрання | Дата звільнення |
| ------------------------ | ------------------------------------------------------------------------------- | ------------ | --------------- |
| Антонюк Надія Григорівна | Сільський голова, 1962 року народження, освіта середня спеціальна, позапартійна | 26.03.2006   | 31.10.2010      |
| Антонюк Надія Григорівна | Сільський голова, 1962 року народження, освіта середня спеціальна, позапартійна | 31.10.2010   |                 |

Примітка: таблиця складена за даними сайту Верховної Ради України